# Der letzte Tag
Der letzte Tag (pol. Ostatni dzień) – singel grupy Tokio Hotel wydany 25 sierpnia 2006 roku.
Bill Kaulitz napisał go, gdy miał 10 lat. Teledysk do utworu został nagrany w 2006 roku, na dachu jednego z niemieckich kin.

## Lista utworów na singlu nr 1
1. Der letzte Tag (Single Version)
2. Der letzte Tag (Grizzly Remix)
3. Frei im freien Fall (niem. Wolny w wolnym upadku)
4. Wir schließen uns ein (niem. Zamykamy się)
5. Wir schließen uns ein (Video)

## Lista utworów na singlu nr 2
1. Der letzte Tag (Single Version)
2. Der letzte Tag (Akustik Version)
3. Der letzte Tag (Video)
4. Tokio Hotel Gallery
5. Der letzte Tag (Fanspecial Backstage Live Clip)